# Газипур
Газипур (енгл. Ghazipur), индијски град у истоименом округу у држави Утар Прадеш.

## Историја
У време британске управе у Индији, Газипур је био важна војна база британске војске. Током Индијског устанка 1857, 65. пук домородачке пешадије (сепоја) Бенгалске армије, стациониран у граду, разоружан је пре него што је успео да се побуни.

## Демографија
По попису из 2001. године град је имао 95.243 становника. По последњем попису из 2011. град је имао 121.020 становника, од чега 52,5 % мушкараца, 16,3 % неписмених и 31,6 % запослених.